# Reichels Garten

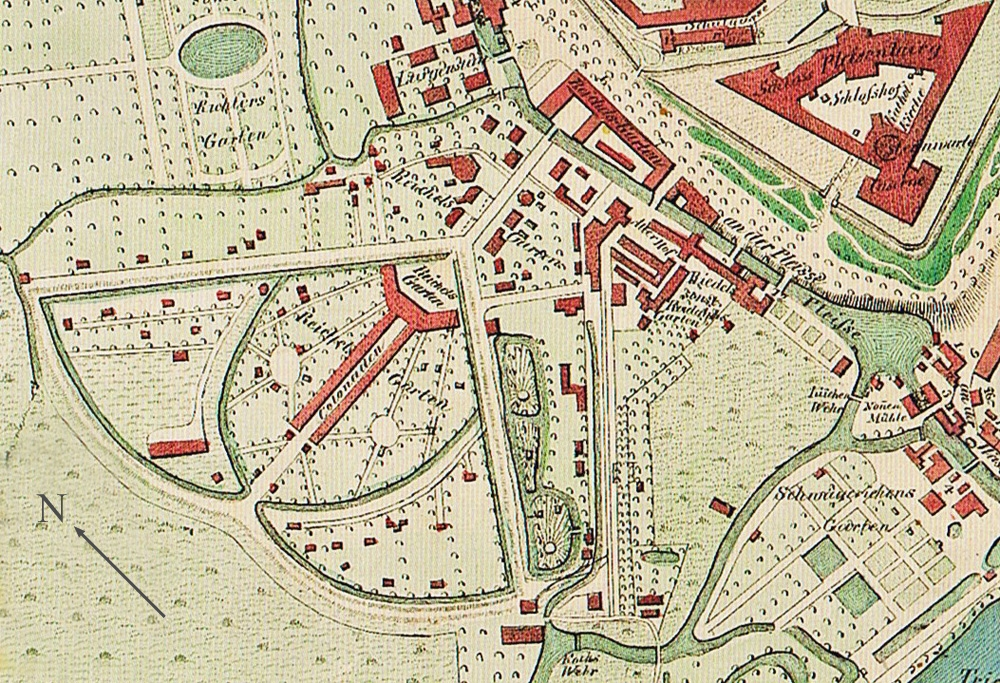
Reichels Garten um 1840

Reichels Garten war der Nachfolgename für den ehemaligen barocken Apelschen Garten in Leipzig. Er war ab 1787 im Besitz von Erdmann Traugott Reichel, der ihn im Laufe der Zeit umgestalten und zum Teil bebauen ließ. Unter Reichels Enkel Carl Erdmann Heine wurde er Mitte des 19. Jahrhunderts vollständig parzelliert und bebaut, wodurch das Kolonnadenviertel der Inneren Westvorstadt entstand.

## Geschichte
Nach dem Tod von Andreas Dietrich Apel (1662–1718), dem Gründer von Apels Garten, pflegten seine Nachkommen den Garten und bauten ihn sogar noch weiter aus. Schließlich aber konnten sie ihn nicht mehr erhalten, und er kam 1770 zur Versteigerung. Neuer Besitzer wurde Andreas Friedrich Thomae. Er versuchte, das im Garten am Pleißemühlgraben gelegene und im Siebenjährigen Krieg zerstörte Badehaus Petersbad wiederzubeleben. Später war hier das Sophienbad. 1784 ging der Garten an Christiane Elisabeth Lange.

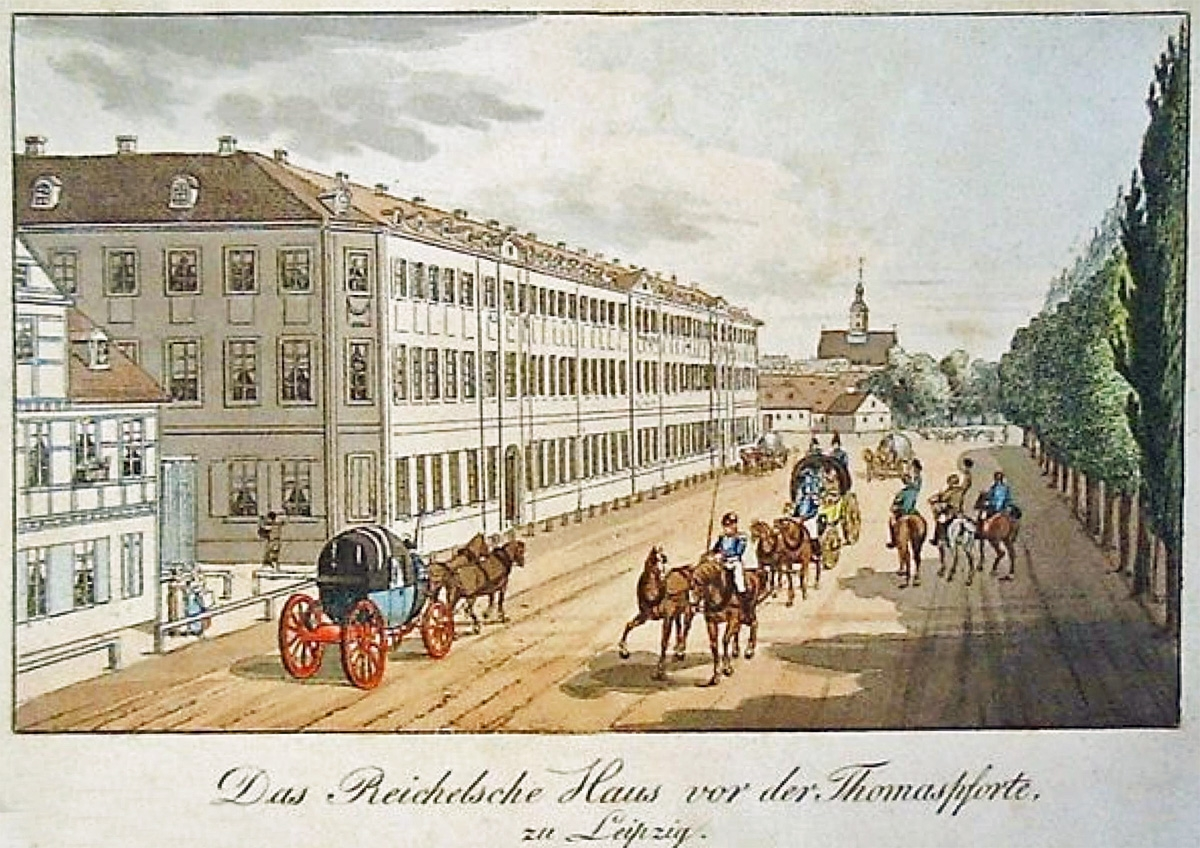
Das Vorderhaus von Süden, hinten die Matthäikirche
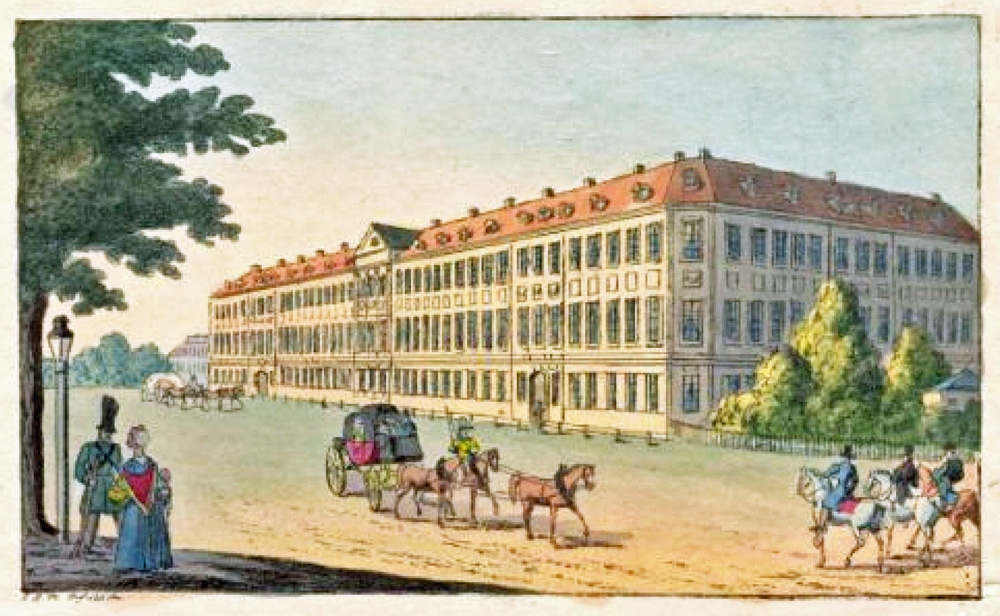
Das Vorderhaus von Norden
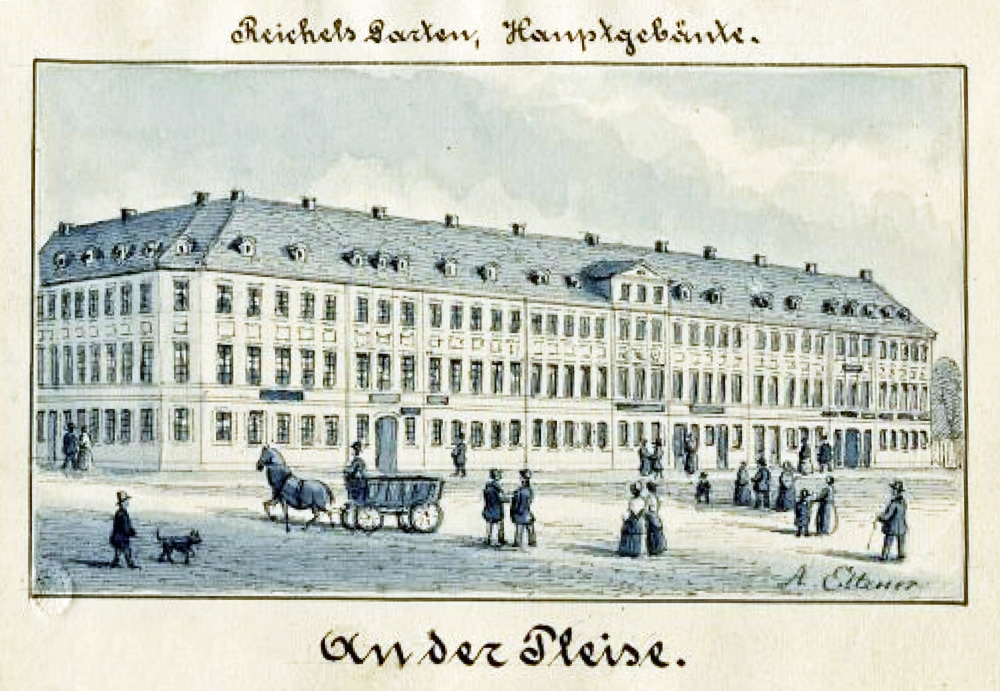
Das Vorderhaus um 1860

1787 erwarb schließlich der Kaufmann Erdmann Traugott Reichel den um den Anteil von Rudolphs Garten verkleinerten Garten, auf den – offenbar wegen seiner Aktivitäten am Garten – nun sein Name überging. Er plante schon beim Kauf, den Garten rentabler zu nutzen als seine Vorgänger, was sich alsbald in Bautätigkeiten und Verpachtungen äußerte.
Zuerst ließ er die Apelschen Manufakturgebäude, die auf dem stadtseitigen Gelände diesseits des Pleißemühlgrabens standen, abreißen und erbaute dafür 1789–1792 ein langes Wohnhaus entlang der Promenade „An der Pleiße“ mit drei auf der Gartenseite zum Fluss gerichteten Querflügeln. Dieser Bau hieß Reichelsches Haupt- oder auch Vorderhaus. Es war dreistöckig und besaß zur Promenade 41 Fensterachsen und einen flachen Mittelrisalit. Durch den nördlichen Teil des Hauses führte als Zugang zum Garten ein Durchgang zu einer Brücke über den Pleißemühlgraben.
Reichel hatte selbst seinen Wohnsitz im Vorderhaus. Einer der prominentesten Mieter war Felix Mendelssohn Bartholdy, der 1835 seine erste Wohnung in Leipzig hier im ersten Obergeschoss bezog, bevor er ab 1837 mit seiner Familie in Lurgensteins Garten wohnte.
Am Hauptplatz im Garten, an dem sich die Wege fächerförmig verzweigten, errichtete Reichel quer zum Hauptweg ein weiteres Gebäude, das Mittelhaus. In seinem Mittelrisalit hatte es einen Durchgang zu den hinter dem Haus befindlichen Kolonnaden, einem unbedeckten Säulengang am Hauptweg des Gartens, der in diesem Bereich später zur Kolonnadenstraße wurde. Das Mittelhaus hatte zunächst vier Stockwerke und ein Satteldach. 1849 wurde es um ein Stockwerk erhöht und erhielt ein Flachdach sowie später eine Historismusfassade.

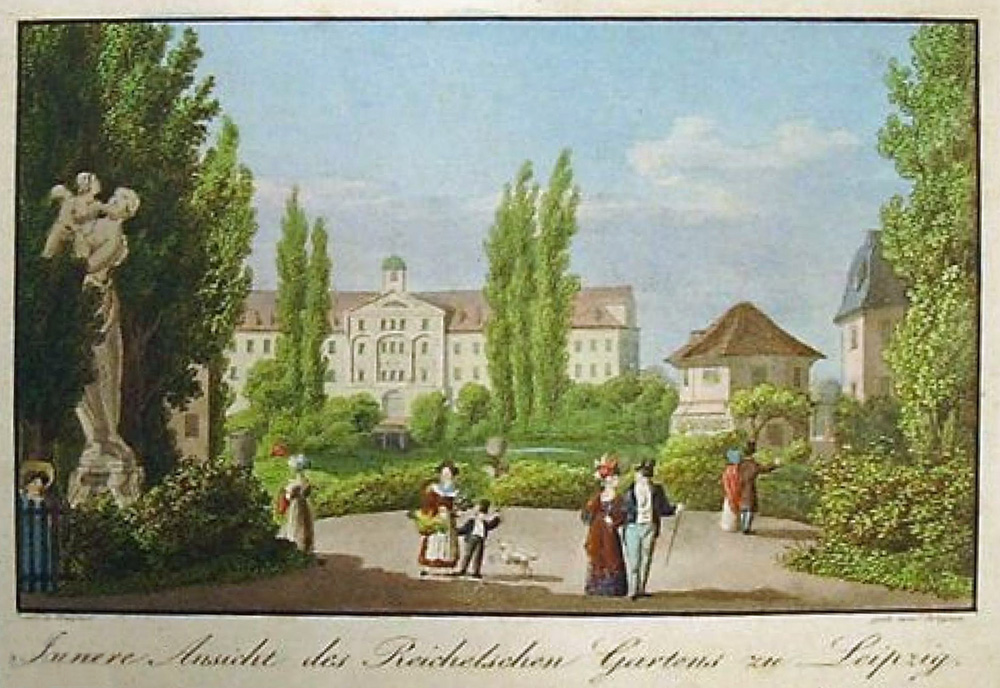
Reichels Garten mit dem Mittelhaus um 1830
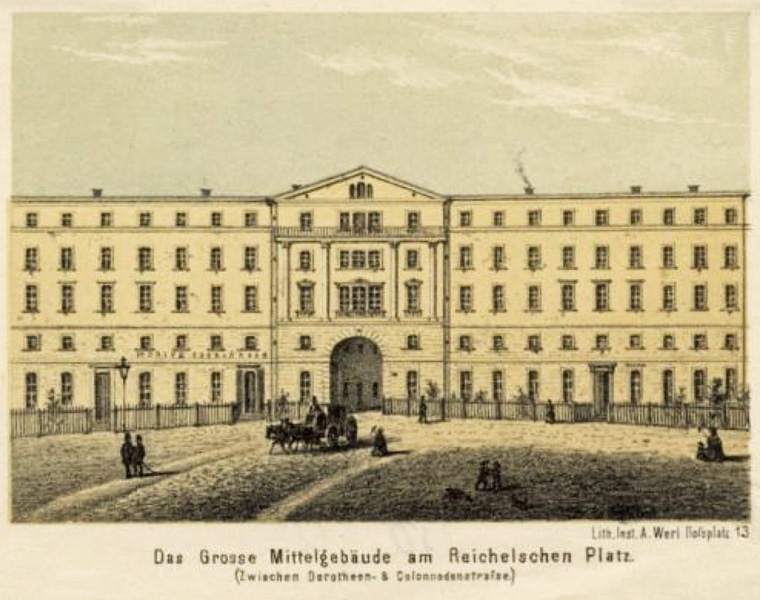
Das Mittelhaus nach der Aufstockung von 1834
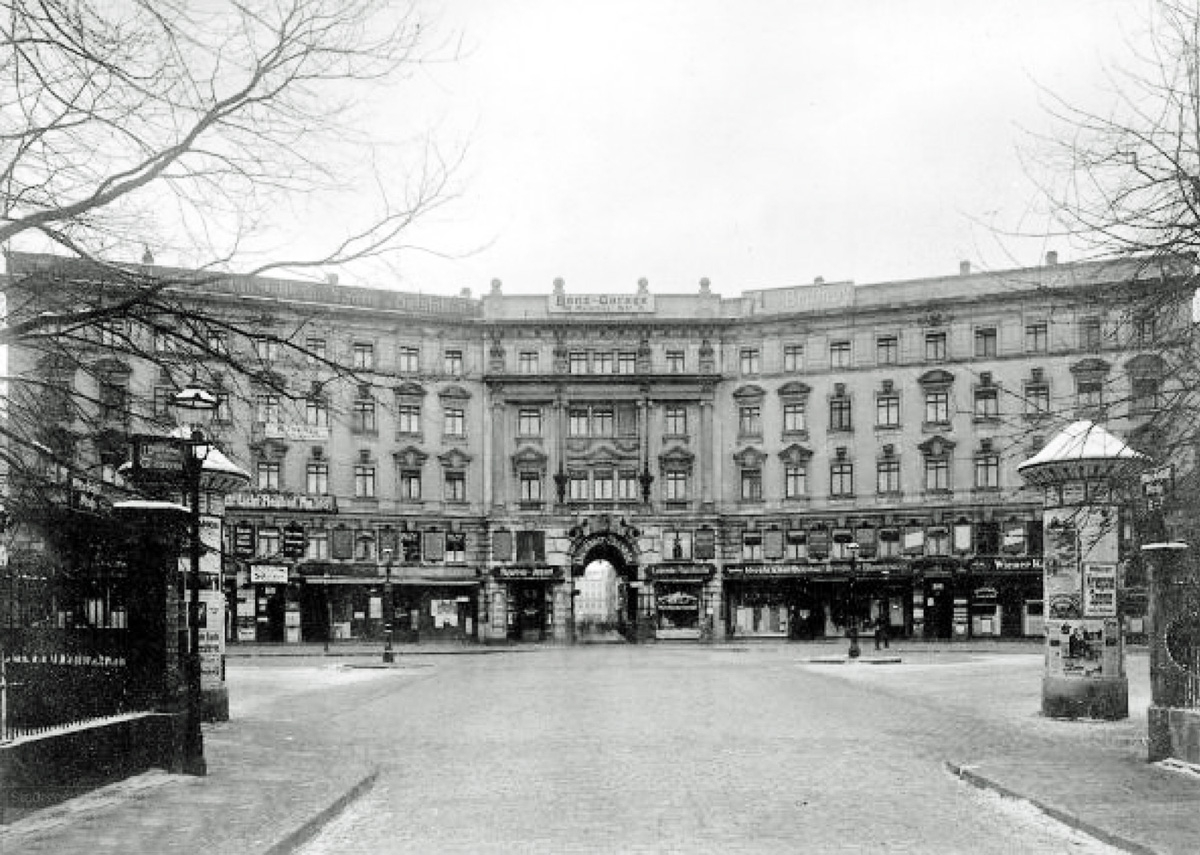
Das Mittelhaus (Dorotheenpassage) um 1920
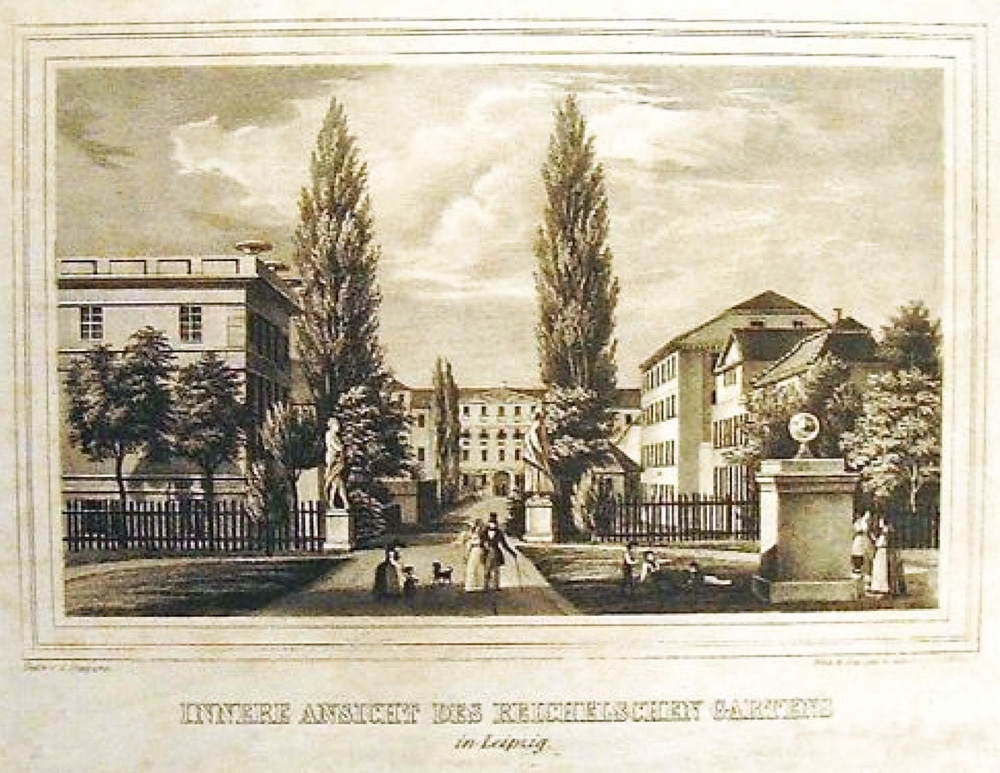
Blick in die Dorotheenstraße in Reichels Garten
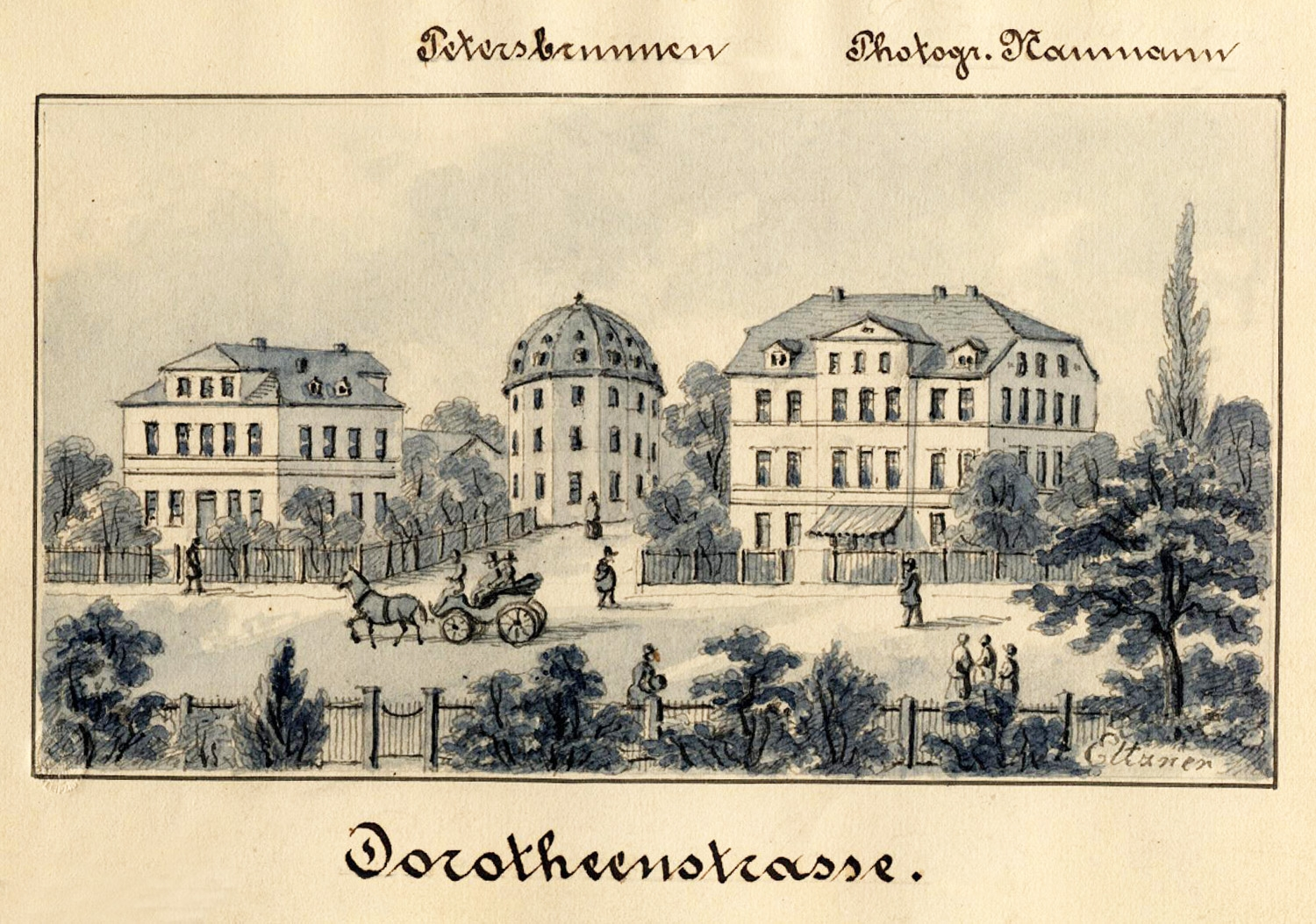
Bauten an der Dorotheenstraße mit dem Petersbrunnen, 1860

Der Hauptweg bis zum Mittelhaus wurde bebaut, unter anderem mit dem Badehaus Petersbrunnen, und erhielt 1845 den Namen Dorotheenstraße nach Reichels Tochter Christiana Dorothea (1781–1857), verh. Heine (seit 1912 Otto-Schill-Straße).
In Reichels Garten waren auch zahlreiche Unternehmen angesiedelt. Hier hatte B. G. Teubner seine erste Druckerei, und in einer Wohnung im Mittelhaus betrieb F. A. Brockhaus sein erstes Leipziger Verlagsbüro. Es gab eine Essigfabrik, und 1822 wurde die Leipziger Trinkbrunnenanstalt für die von Dr. Struve in Dresden verfertigten Mineralwässer eröffnet. Eine verpachtete Obstplantage im hinteren Teil des Gartens brachte weitere Einnahmen.
Weiteren Profit zog Reichel aus der Verpachtung kleiner Gartenstücke, in denen sich Leipziger ihre Sommerhäuser errichteten und deren Zahl am Ende über 100 betragen haben soll. An eine solide städtische Gesamtbebauung des Areals war aber wegen der Hochwassergefahr aus dem Auenbereich zunächst nicht zu denken. Nach dem Tod von Erdmann Traugott Reichel begann sein Enkel Carl Heine (1819–1888), der Sohn der Reicheltochter Christiana Dorothea, mit der Ausarbeitung von Plänen zur Flussregulierung mit dem Ziel der Bebauung der westlichen Leipziger Vorstadt. Von seiner Mutter erhielt er eine Generalvollmacht für Reichels Garten und von den anderen Erben kaufte er deren Anteile. Um 1840 begannen die Parzellierung des Gartens und die Anlage von Straßen. Die seitlichen Hauptwege wurden zur Erdmannstraße (seit 1905 Reichelstraße) und zur Elsterstraße. Nach Reichels Sohn Christoph Moritz wurde die Moritzstraße (seit 1985 Manetstraße) und nach seinem Enkel Carl Alexander Ludwig Reichel (1826–1892) die Alexanderstraße benannt.

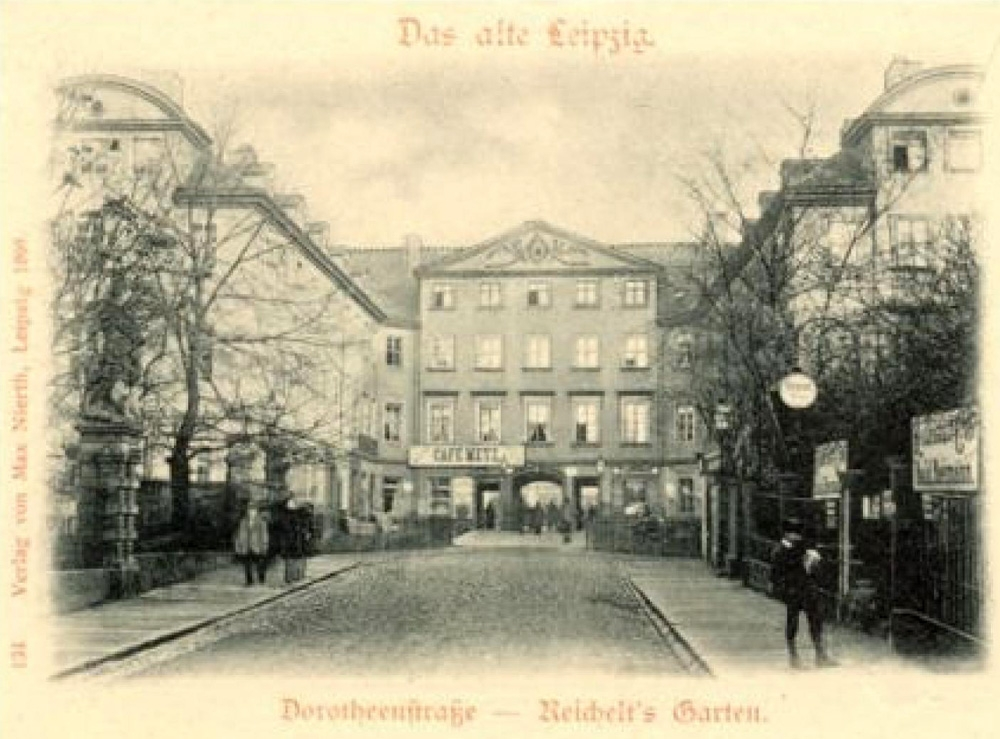
Die Dorotheenstraße mit ihrem Zugang durch das Vorderhaus, um 1890
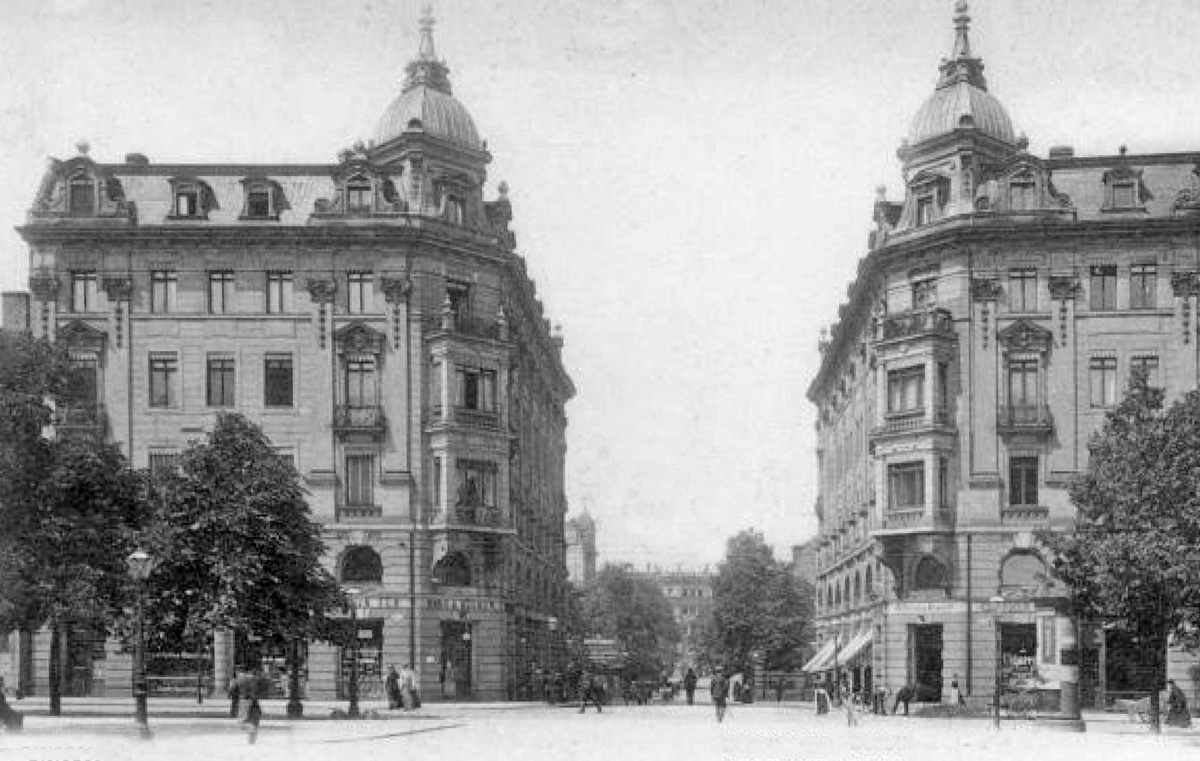
Die neuen Eckhäuser nach der Öffnung der Dorotheenstraße zum Ring
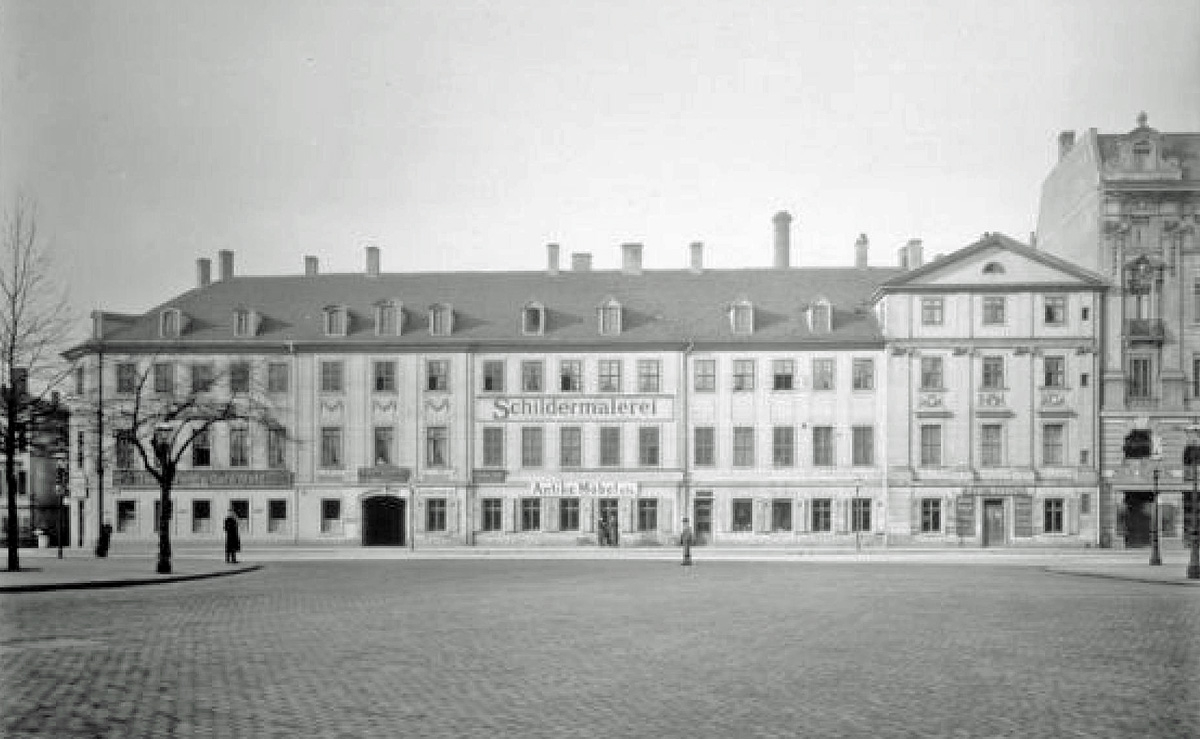
Der Rest des Reichelschen Vorderhauses, um 1910
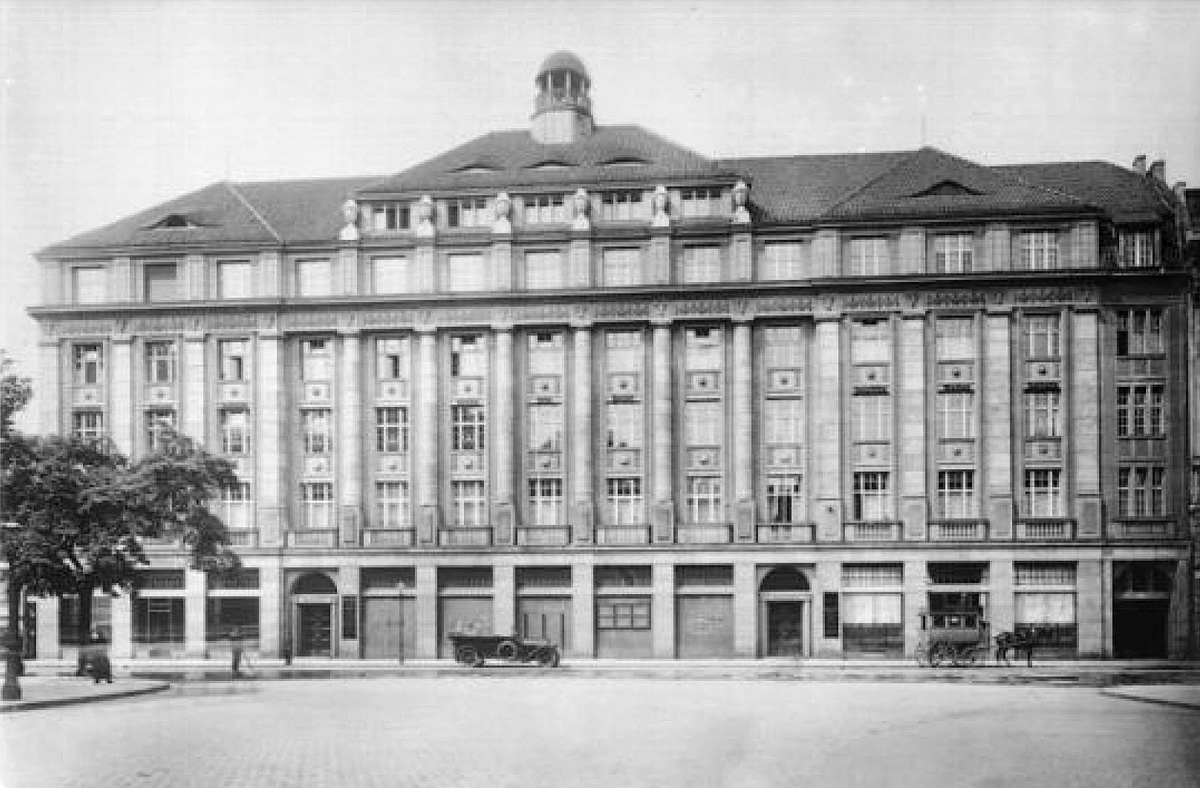
Das Bürohaus (heute Lipanum) an der Stelle des Vorderhauses, um 1920

Gegen Ende des 19. Jahrhunderts kam es zunehmend zu Problemen für den Verkehr zu dem nun fast vollständig bebauten Gebiet durch den Torbogen im Reichelschen Vorderhaus. Deshalb entschloss man sich, einen Teil des Vorderhauses abzutragen und die Dorotheenstraße zum Ring zu öffnen. Dabei wurden 1890/1891 die beiden symmetrischen Eckhäuser am Beginn der Straße errichtet. 1914 wurde auch der restliche Teil des Vorderhauses beseitigt und nach Plänen von Peter Dybwad das heute „Lipanum“ genannte Bürohaus errichtet.

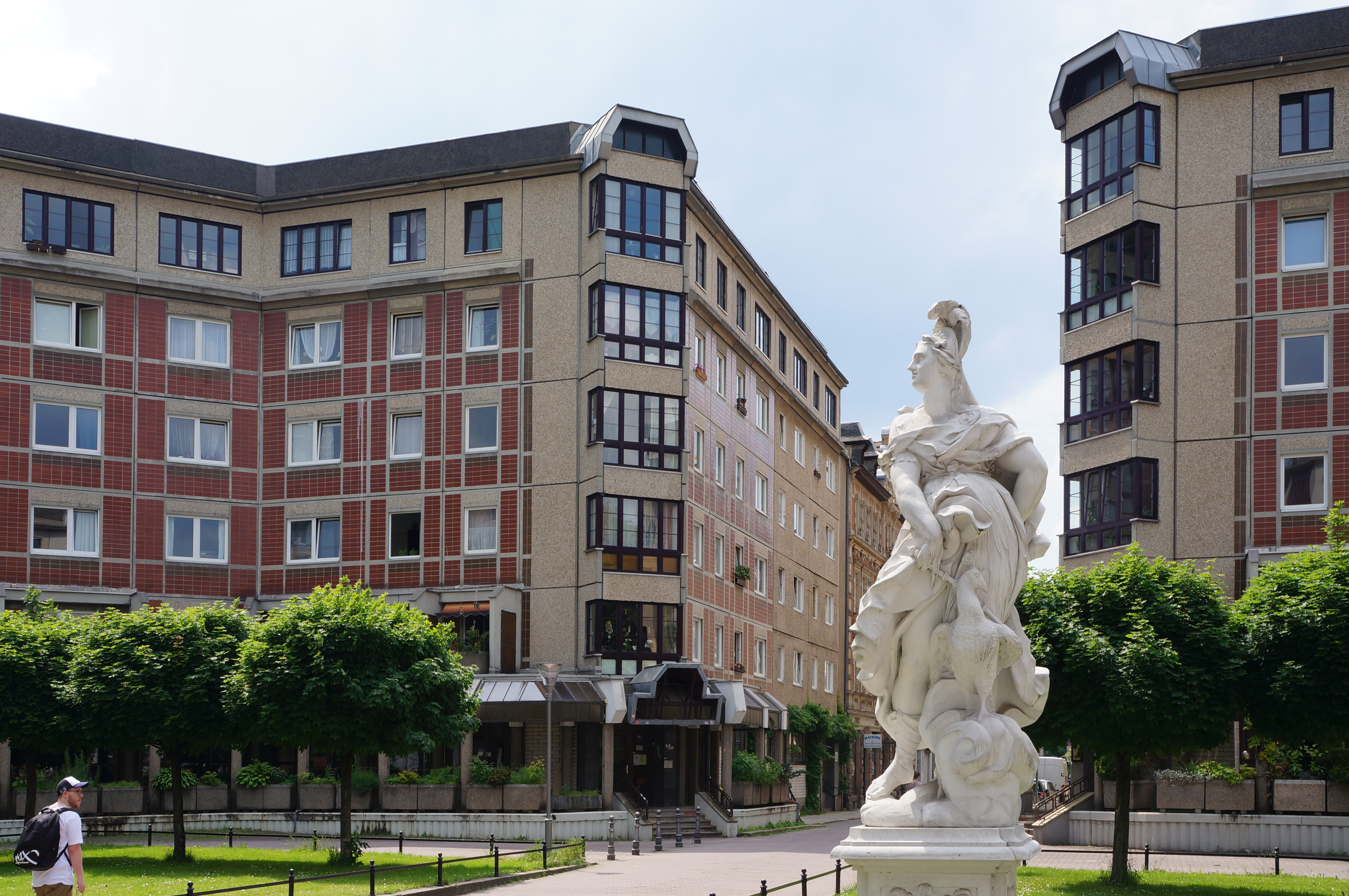
Dorotheenplatz mit Beginn der Kolonnadenstraße, 2013

Analoge Verkehrsprobleme existierten am Torbogen des Mittelhauses zur Kolonnadenstraße. Diese konnten bis zu seiner Zerstörung im Zweiten Weltkrieg nicht behoben werden. Erst mit der Neugestaltung des Dorotheenplatzes Mitte der 1980er Jahre entstand eine offene Verbindung zur Kolonnadenstraße.